# Copa Unique 2010
La I Copa Unique es un cuadrangular internacional amistoso de voleibol femenino con miras al Mundial de Japón 2010. Es organizada por Unique (Empresa perteneciente a la corporación Yanbal International), la Federación Peruana de Voleibol y por Frecuencia Latina. Se llevó a cabo del 7 al 10 de octubre de 2010 en el Coliseo Eduardo Dibós de Lima, Perú.

## Equipos participantes
- Perú
- República Dominicana
- Puerto Rico
- Trinidad y Tobago

## Primera fase

### Resultados
| Fecha    | Encuentro                                | Resultado | Set   | Set   | Set   | Set   | Set | Puntuación total |
| Fecha    | Encuentro                                | Resultado | 1     | 2     | 3     | 4     | 5   | Puntuación total |
| -------- | ---------------------------------------- | --------- | ----- | ----- | ----- | ----- | --- | ---------------- |
| 07-10-10 | República Dominicana - Puerto Rico       | 3-1       | 18-25 | 25-20 | 25-16 | 25-17 |     | 93-78            |
| 07-10-10 | Perú - Trinidad y Tobago                 | 3-0       | 25-14 | 25-12 | 25-15 |       |     | 75-41            |
| 08-10-10 | Puerto Rico - Trinidad y Tobago          | 3-0       | 25-15 | 25-13 | 25-10 |       |     | 75-38            |
| 08-10-10 | Perú - República Dominicana              | 0-3       | 17-25 | 25-27 | 19-25 |       |     | 61-77            |
| 09-10-10 | República Dominicana - Trinidad y Tobago | 3-0       | 25-12 | 25-15 | 25-14 |       |     | 75-41            |
| 09-10-10 | Perú - Puerto Rico                       | 3-1       | 25-23 | 25-14 | 22-25 | 25-19 |     | 97-81            |

### Clasificación
| Pos | Equipo            | PJ | PG | PP | SF | SC | PTS |
| --- | ----------------- | -- | -- | -- | -- | -- | --- |
| 1   | R. Dominicana     | 3  | 3  | 0  | 9  | 1  | 6   |
| 2   | Perú              | 3  | 2  | 1  | 6  | 4  | 5   |
| 3   | Puerto Rico       | 3  | 1  | 2  | 5  | 6  | 4   |
| 4   | Trinidad y Tobago | 3  | 0  | 3  | 0  | 9  | 3   |

## Fase final

### Tercer lugar
| Fecha    | Encuentro                       | Resultado | Set   | Set   | Set   | Set | Set | Puntuación total |
| Fecha    | Encuentro                       | Resultado | 1     | 2     | 3     | 4   | 5   | Puntuación total |
| -------- | ------------------------------- | --------- | ----- | ----- | ----- | --- | --- | ---------------- |
| 10-10-10 | Puerto Rico - Trinidad y Tobago | 3-0       | 25-10 | 25-15 | 25-12 |     |     | 75-37            |

### Final
| Fecha    | Encuentro                   | Resultado | Set   | Set   | Set   | Set   | Set | Puntuación total |
| Fecha    | Encuentro                   | Resultado | 1     | 2     | 3     | 4     | 5   | Puntuación total |
| -------- | --------------------------- | --------- | ----- | ----- | ----- | ----- | --- | ---------------- |
| 10-10-10 | República Dominicana - Perú | 3-1       | 25-19 | 22-25 | 25-23 | 25-17 |     | 97-84            |

## Campeón
| República Dominicana           |
| Campeón                        |
| REPÚBLICA DOMINICANA 1º título |

## Clasificación general
| Pos | Equipo               |
| --- | -------------------- |
| 1   | República Dominicana |
| 2   | Perú                 |
| 3   | Puerto Rico          |
| 4   | Trinidad y Tobago    |